# Sociale Partij van Nationale Eenheid
De Sociale Partij van Nationale Eenheid' (Spaans: Partido Social de Unidad Nacional), is een Colombiaanse beweging, beter bekend als de Partido de «la U». De PSUN is geen echte partij in de moderne zin van het woord: het is een alliantie van diverse pro-Uribe partijen en partijtjes.

## Geschiedenis
De PSUN is een jonge beweging, zij werd in 2005 opgericht door ministers en parlementsleden die het beleid van president Álvaro Uribe steunen. Het initiatief tot oprichting van de PSUN ging uit van Uribe, minister van Defensie Juan Manuel Santos en minister van Binnenlandse Zaken en senator Óscar Iván Zuluega en diverse parlementsleden. Voorheen behoorden deze ministers en parlementsleden tot allerlei pro-Uribe partijen en partijtjes en de oprichting van de Partido de la U trachtte alle Uribegezinde krachten in het Congres te verenigen. De partij van Uribe, Colombia Eerst (Primero Colombia), vormt het belangrijkste bestanddeel van de PSUN. Een aantal Uribegezinde politici en partijen weigerden zich echter bij de Partido de la U aan te sluiten, waaronder de invloedrijke Partij voor Radicale Verandering (Partido Cambio Radical) van Germán Vargas Lleras.

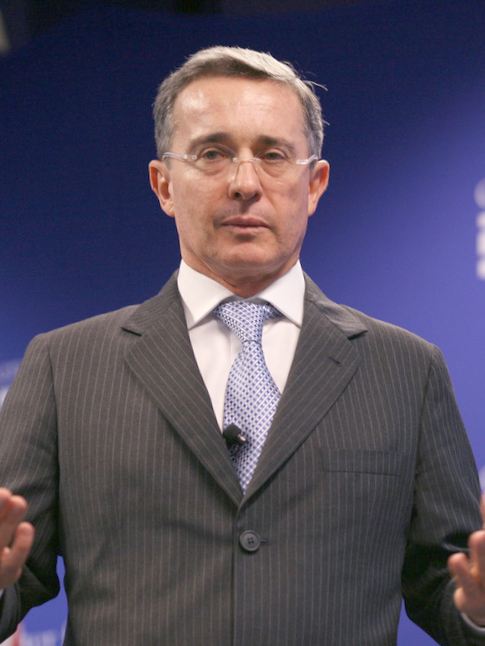
Álvaro Uribe

Bij de parlementsverkiezingen van 12 maart 2006 werd de PSUN met 16,7% van de stemmen de tweede partij in de Kamer van Afgevaardigden (29 zetels) achter de Colombiaanse Liberale Partij en voor de Colombiaanse Conservatieve Partij en werd de partij met 17,49% van de stemmen (20 zetels) de grootste partij in de Senaat. op 28 mei van dat jaar werd Uribe als president herkozen.

## Ideologie
De ideologie van de Partido de la U is het sociaaldemocratie en het sociaal liberalisme.
De PSUN is voor een harde opstelling tegen de linkse rebellenbewegingen, zoals de FARC.

## Verkiezingsresultaten 2006
| Kamer in het Congres     | zetels |
| ------------------------ | ------ |
| Kamer van Afgevaardigden | 35     |
| Senaat                   | 20     |

## Partijleiding
- Voorzitter: Carlos Garcia Orjuela
- Secretaris-Generaal: Luís Guillermo Giraldo
- Assistent Secretaris-Generaal: Jeimy Martha Castillo Barros